# Tornado em Oklahoma (1999)

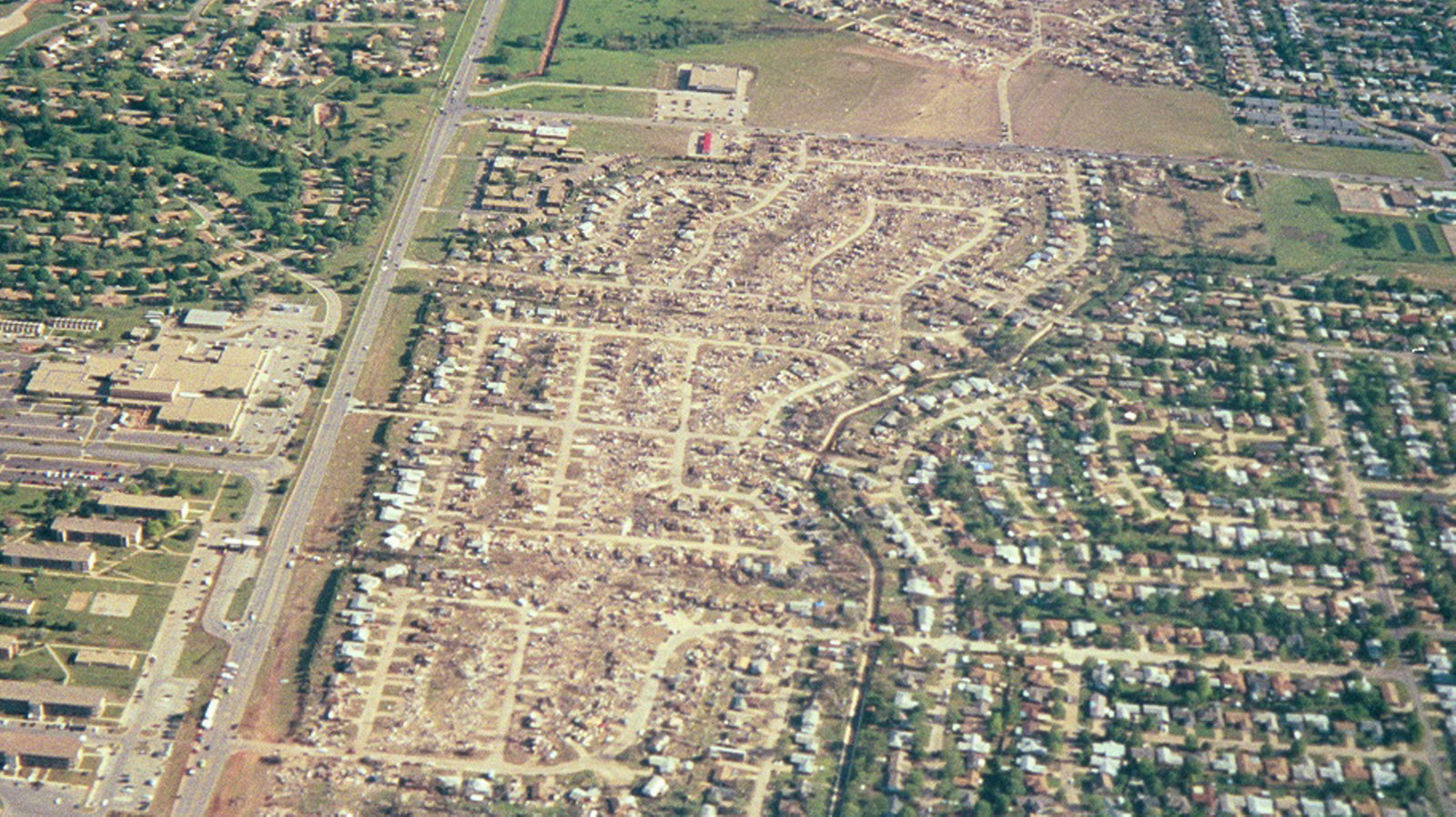
Rastro de destruição deixado pelo tornado

O Tornado em Oklahoma (1999) ou Tornado de Bridge Creek-Moore foi um potente tornado de categoria F5 na Escala Fujita causando danos catastróficos, com velocidades do vento acima de 420 km/h (261 mph), com ventos de 512 km/h registrados por meio de radares Doppler, ocorrido em 3 de maio de 1999. Devastou uma extensão de 61 km (38 mi), atingindo principalmente Oklahoma City, capital e maior cidade do estado de Oklahoma, Estados Unidos.
Durou 82 minutos (entre 17h26m e 18h48m, no horário local), matando 36 pessoas e deixando outras 583 feridas. Além de Oklahoma City, atingiu outras cidades próximas, como Amber, Newcastle e Midwest City.